# E-Prix di Città del Messico 2016
L'E-Prix di Città del Messico 2016 è stata la quinta gara del secondo campionato di Formula E.

## Prima della gara

### Circuito
Il campionato vola in America, a Città del Messico sul circuito Hermanos Rodríguez che già ospita il Gran Premio del Messico di Formula 1. Viene utilizzato una parte del layout del Gran Premio (il rettilineo principale, il rettilineo che porta allo stadio, rallentato da una chicane, con la sezione dello stadio modificata). Il circuito usa anche le curve sopraelevate del vecchio ovale delle stock car.

### Team
Il Team Aguri annuncia la nuova sponsorizzazione da parte di Gulf; la Dragon Racing annuncia il nuovo accordo di sponsorizzazione con la Panasonic.

## Risultati

### Qualifiche
| Pos.                        | Nº | Pilota                 | Team                      | Q1          | SP       | Griglia |
| --------------------------- | -- | ---------------------- | ------------------------- | ----------- | -------- | ------- |
| 1                           | 7  | Jérôme d'Ambrosio      | Dragon Racing             | 1:03.992    | 1:03.705 | 1       |
| 2                           | 8  | Nicolas Prost          | Renault e.Dams            | 1:03.877    | 1:04.013 | 2       |
| 3                           | 11 | Lucas Di Grassi        | ABT Schaeffler Audi Sport | 1:03.990    | 1:04.023 | 3       |
| 4                           | 66 | Daniel Abt             | ABT Schaeffler Audi Sport | 1:04.077    | 1:04.335 | 4       |
| 5                           | 9  | Sébastien Buemi        | Renault e.Dams            | 1:03.667    | 1:05.183 | 5       |
| 6                           | 25 | Jean-Éric Vergne       | DS Virgin Racing          | 1:04.268    |          | 6       |
| 7                           | 55 | António Félix da Costa | Team Aguri                | 1:04.371    |          | 17      |
| 8                           | 6  | Loïc Duval             | Dragon Racing             | 1:04.492    |          | 7       |
| 9                           | 23 | Nick Heidfeld          | Mahindra Racing           | 1:04.523    |          | 8       |
| 10                          | 4  | Stéphane Sarrazin      | Venturi                   | 1:04.583    |          | 9       |
| 11                          | 2  | Sam Bird               | DS Virgin Racing          | 1:04.594    |          | 10      |
| 12                          | 28 | Simona de Silvestro    | Andretti                  | 1:04.606    |          | 11      |
| 13                          | 27 | Robin Frijns           | Andretti                  | 1:04.959    |          | 12      |
| 14                          | 12 | Mike Conway            | Venturi                   | 1:05.108    |          | 13      |
| 15                          | 77 | Salvador Durán         | Team Aguri                | 1:05.452    |          | 14      |
| 16                          | 88 | Oliver Turvey          | NEXTEV TCR                | 1:06.166    |          | 15      |
| 17                          | 21 | Bruno Senna            | Mahindra Racing           | 1:07.724    |          | 16      |
| Tempo limite 110%: 1:10.034 |    |                        |                           |             |          |         |
| 18                          | 1  | Nelson Piquet Jr.      | NEXTEV TCR                | senza tempo |          | 18      |

### Gara
| Pos.   | Nº | Pilota                 | Team                      | Giri | Tempo/Ritiro | Griglia | Punti |
| ------ | -- | ---------------------- | ------------------------- | ---- | ------------ | ------- | ----- |
| 1      | 7  | Jérôme d'Ambrosio      | Dragon Racing             | 43   | 48:28.409    | 1       | 28    |
| 2      | 9  | Sébastien Buemi        | Renault e.Dams            | 43   | +0.106       | 5       | 18    |
| 3      | 8  | Nicolas Prost          | Renault e.Dams            | 43   | +25.537      | 2       | 17    |
| 4      | 6  | Loïc Duval             | Dragon Racing             | 43   | +26.358      | 8       | 12    |
| 5      | 27 | Robin Frijns           | Andretti                  | 43   | +28.477      | 12      | 10    |
| 6      | 2  | Sam Bird               | DS Virgin Racing          | 43   | +28.928      | 10      | 8     |
| 7      | 66 | Daniel Abt             | ABT Schaeffler Audi Sport | 43   | +30.051      | 4       | 6     |
| 8      | 23 | Nick Heidfeld          | Mahindra Racing           | 43   | +36.373      | 8       | 4     |
| 9      | 4  | Stéphane Sarrazin      | Venturi                   | 43   | +37.291      | 9       | 2     |
| 10     | 21 | Bruno Senna            | Mahindra Racing           | 43   | +37.603      | 16      | 1     |
| 11     | 88 | Oliver Turvey          | NEXTEV TCR                | 43   | +38.598      | 15      |       |
| 12     | 12 | Mike Conway            | Venturi                   | 43   | +38.790      | 13      |       |
| 13     | 1  | Nelson Piquet Jr.      | NEXTEV TCR                | 43   | +42.351      | 18      |       |
| 14     | 28 | Simona de Silvestro    | Andretti                  | 43   | +43.971      | 11      |       |
| 15     | 77 | Salvador Durán         | Team Aguri                | 43   | +1:03.082    | 14      |       |
| 16     | 25 | Jean-Éric Vergne       | DS Virgin Racing          | 42   | +1 giro      | 6       |       |
| Rit    | 55 | António Félix da Costa | Team Aguri                | 32   | Incidente    | 17      |       |
| SQ     | 11 | Lucas Di Grassi        | ABT Schaeffler Audi Sport | 43   | Squalificato | 3       |       |
| Fonte: |    |                        |                           |      |              |         |       |

## Classifiche

### Piloti
|  | Pos. | Pilota            | Punti |
|  | ---- | ----------------- | ----- |
|  | 1    | Sébastien Buemi   | 98    |
|  | 2    | Lucas Di Grassi   | 76    |
|  | 3    | Sam Bird          | 60    |
|  | 4    | Jérôme d'Ambrosio | 58    |
|  | 5    | Loïc Duval        | 44    |

### Squadre
|  | Pos. | Squadra                   | Punti |
|  | ---- | ------------------------- | ----- |
|  | 1    | Renault e.Dams            | 136   |
|  | 2    | Dragon Racing             | 102   |
|  | 3    | ABT Schaeffler Audi Sport | 92    |
|  | 4    | DS Virgin Racing          | 66    |
|  | 5    | Mahindra Racing           | 39    |